# هندسة غذائية

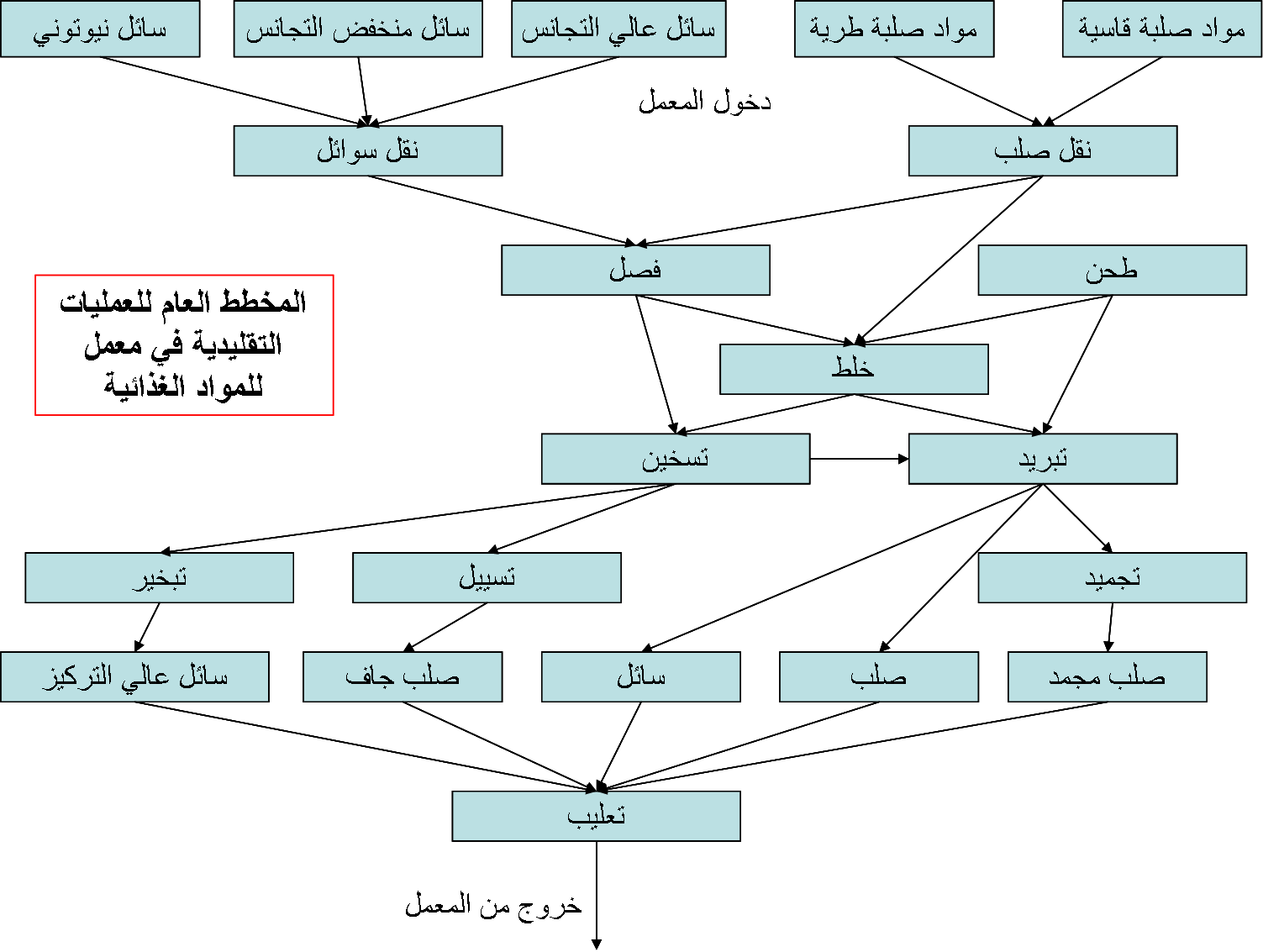
المخطط العام للعمليات الغذائية في معمل للمواد الغذائية

تعتمد الصناعة الغذائية على طيف واسع من العمليات لتصنيع هذا الكم الهائل الذي نراه اليوم من أنواع الأغذية. تستخدم الهندسة الغذائية مبادئ الكيمياء، علم الأحياء الدقيقة والهندسة في تصميم عمليات التصنيع الغذائي. يتدخل العديد من عمليات الهندسة الغذائية في طريقة ترتيب المواد، وتقليل الحجم لتخفيض كلفة النقل، طرق نقل السوائل عن طريق الأنابيب، نقل الحرارة باستخدام المبادلات الحرارية، عمليات الفصل باستخدام الأغشية والفلاتر، النقل الفيزيائي والحراري المتزامن خاصة في عمليات التجفيف، وعمليات قد تتطلب تحول في الطور مثل عمليات التجميد أو الصهر. غالباً ما يستخدم المهندس الغذائي المبادئ الموجودة في العديد من الهندسات الأخرى كالهندسة الكيميائية، الهندسة المدنية، الهندسة الكهربائية بالإضافة إلى علوم الأغذية لتصميم أنظمة هندسة غذائية تتعامل مع الأغذية كمنتجات لها.

## متطلبات الهندسة الغذائية
عند التعامل مع الأغذية كمواد أولية ومنتجات نهائية تظهر تحديات ومتطلبات جديدة قد لا تتوافر في أنواع الهندسة الأخرى، أحد أهم هذه التحديات هو التنوع الكبير في المواد الأولية التي تتعامل معها الهندسة الغذائية، حيث من أجل الحصول على جودة عالية بإنتاج منتجات متناسقة فإنه يجب تصميم العمليات الصناعية بحرص شديد لتقليل التغيرات التي تطرأ على المواد أثناء التصنيع.

## نظم نقل السوائل
تعتبر عملية نقل السوائل من أكثر العمليات في معامل تصنيع الأغذية. يجب معرفة خواص السائل المطلوب نقله قبل تصميم نظام نقل السوائل، حيث توجد علاقة خطية بين إجهاد القص ونسبة القص للموائع النيوتونية كالماء، عصير البرتقال، الحليب والعسل. يتم تحديد لزوجة الموائع النيوتونية من انحدار الخط المستقيم. اللزوجة هي خاصية هامة وضرورية في الكثير من حسابات التدفق للسوائل.
أما بالنسبة للسوائل اللانيوتونية تكون العلاقة بين إجهاد القص ونسبة القص هي علاقة غير خطية.

## نقل الحرارة
تستخدم عمليات نقل الحرارة بشكل واسع في صناعة الأغذية في عمليات التسخين والتبريد. يكون لأنماط نقل الحرارة الثلاثة: التوصيل، والحمل والإشعاع دور هام في عملية تصنيع الأغذية. لكن يجب معرفة خواص المواد الفيزيائية والحرارية بشكل دقيق قبل تصميم عملية النقل الحراري. هناك مكتبة حاسوبية تحوي أكثر من خواص 2500 مادة غذائية بالترافق مع مصادرها. تتأثر خواص معظم المواد الغذائية ذات محتوى الرطوبة العالي بكمية المياه التي تحتويها، والعديد من النماذج لحساب الخواص الحرارية تعتمد على كمية المياة المتوافرة في المادة الغذائية.